# The Mediator Between Head and Hands Must Be the Heart
The Mediator Between Head and Hands Must Be the Heart — тринадцатый студийный альбом бразильской метал-группы Sepultura, выпущенный 25 октября 2013 года в Европе и 29 октября в США лейблом Nuclear Blast. Это первый альбом группы с новым ударником Элоем Касагранде и первый с 1998 года записанный в США. Альбом был спродюсирован Россом Робинсоном, ранее работавшим над Roots.
Альбом получил преимущественно положительные оценки критиков, однако при этом не смог достичь коммерческого успеха предыдущего релиза группы Kairos.

## Запись
Участники группы стали сочинять материал для своего тринадцатого альбома в начале мая 2012 года. Андреас Киссер в интервью Metal Underground сказал, что запись началась, когда музыканты приступили к работе вместе с Эллоем, новым ударником, и поняли, что готовы выпустить пластинку в следующем году. Позднее Киссер говорил, что у группы «уже есть несколько новых идей» и по-настоящему запись начнётся ближе к 2013 году. 10 декабря 2013 Росс Робинсон написал в своей странице в Twitter, что именно он будет продюсером нового альбома. Позднее стало известно, что Стив Эветтс станет сопродюсером.
В апреле у группы уже было в запасе 13 песен. По словам Киссера, «атмосфера в студии была позитивной, а у музыкантов было много свежих идей». В мае Деррек Грин сказал, что группа написала большую часть музыки и в данный момент работает на текстами. Он также добавил, что запись, скорее всего, будет окончена к июню.
10 июня, после окончания записи, группа опубликовала 6 песен с нового альбома. Тогда же стало известно, что участник Slayer ударник Дэйв Ломбардо принял участие в работе над одной из песен. В июле группа опубликовала название предстоящего альбома:The Mediator Between Head and Hands Must Be the Heart.

## Музыкальный стиль и концепция
Вокалист Деррек Грин описал звучание альбома как «действительно зловещий, тёмный метал из ада!», а гитарист Андреас Киссер охарактеризовал будущий альбом как «брутальный, быстрый и сильный». Они также положительно прокомментировали игру нового барабанщика, Элая Касагранде: «Это была превосходная работа, он внёс много разнообразия в нашу музыку. Очень много изменений происходит в жизни и в мире, которые стоило добавить в новый альбом».
The Mediator… является концептуальным альбомом. Идея была придумана после просмотра музыкантами фильма «Метрополис». По сюжету альбома, сумасшедший миллионер хочет превратить живого человека в робота.

## Отзывы
| Оценки критиков | Оценки критиков |
| Источник        | Оценка          |
| --------------- | --------------- |
| Blabbermouth    | [ 10 ]          |
| About.com       | [ 11 ]          |
| AllMusic        | [ 9 ]           |

Альбом получил благоприятные отзывы музыкальных критиков. Рэй Ван Хорн из Blabbermouth в своей рецензии отмечал, что «(…) большинство людей после прослушивания пластинки будут довольны результатом». Мэтт Хинч из About.com назвал релиз «лучшим альбомом Sepulturа в этом тысячелетии, подобном Chaos A.D.».
В США альбом был продан в количестве, превышающем 1 800 копий за первую неделю продаж.

## Список композиций
| №   | Название                                                 | Длительность |
| --- | -------------------------------------------------------- | ------------ |
| 1.  | «Trauma of War»                                          | 3:45         |
| 2.  | «The Vatican»                                            | 6:33         |
| 3.  | «Impending Doom»                                         | 4:15         |
| 4.  | «Manipulation of Tragedy»                                | 4:16         |
| 5.  | «Tsunami»                                                | 5:10         |
| 6.  | «The Bliss of Ignorants»                                 | 4:51         |
| 7.  | «Grief»                                                  | 5:34         |
| 8.  | «The Age of the Atheist»                                 | 4:19         |
| 9.  | «Obsessed» (feat. Дэйв Ломбардо)                         | 3:53         |
| 10. | «Da Lama ao Caos» (кавер на Chico Science & Nação Zumbi) | 4:28         |

| №   | Название                    | Длительность |
| --- | --------------------------- | ------------ |
| 11. | «Stagnate State of Affairs» | 3:37         |

| №  | Название                         | Длительность |
| -- | -------------------------------- | ------------ |
| 1. | «The Age of the Atheist»         | 4:19         |
| 2. | «Zombie Ritual» (кавер на Death) | 4:45         |

## Участники записи
| Sepultura - Деррик Грин — вокал, перкуссия на «Da Lama ao Caos» - Андреас Киссер — гитара, бэк-вокал, вокал на «Da Lama ao Caos» - Пауло-младший — бас-гитара - Элой Касагранде — ударные Приглашенные музыканты - Дэйв Ломбардо — ударные на «Obsessed» - Фредо Ортиз — перкуссия - Ренато Зануто — клавишные - Жак Хумара — голосовые эффекты | Технический персонал - Росс Робинсон — продюсирование - Стив Эветтс — микширование - Алан Душес — мастеринг - Александр Вагнер — оформление - Роб Кимура — оформление - Мелисса Кастро — фотографии - Майк Балбоа — ассистент - Грегой Алан Коатс — техник |

## Позиции в чартах
| Страна              | Высшая позиция |
| ------------------- | -------------- |
| Фландрия            | 151            |
| Валлония            | 112            |
| Германия            | 76             |
| Франция             | 153            |
| Швейцария           | 96             |
| Billboard Hard Rock | 153            |